# 여왕벌

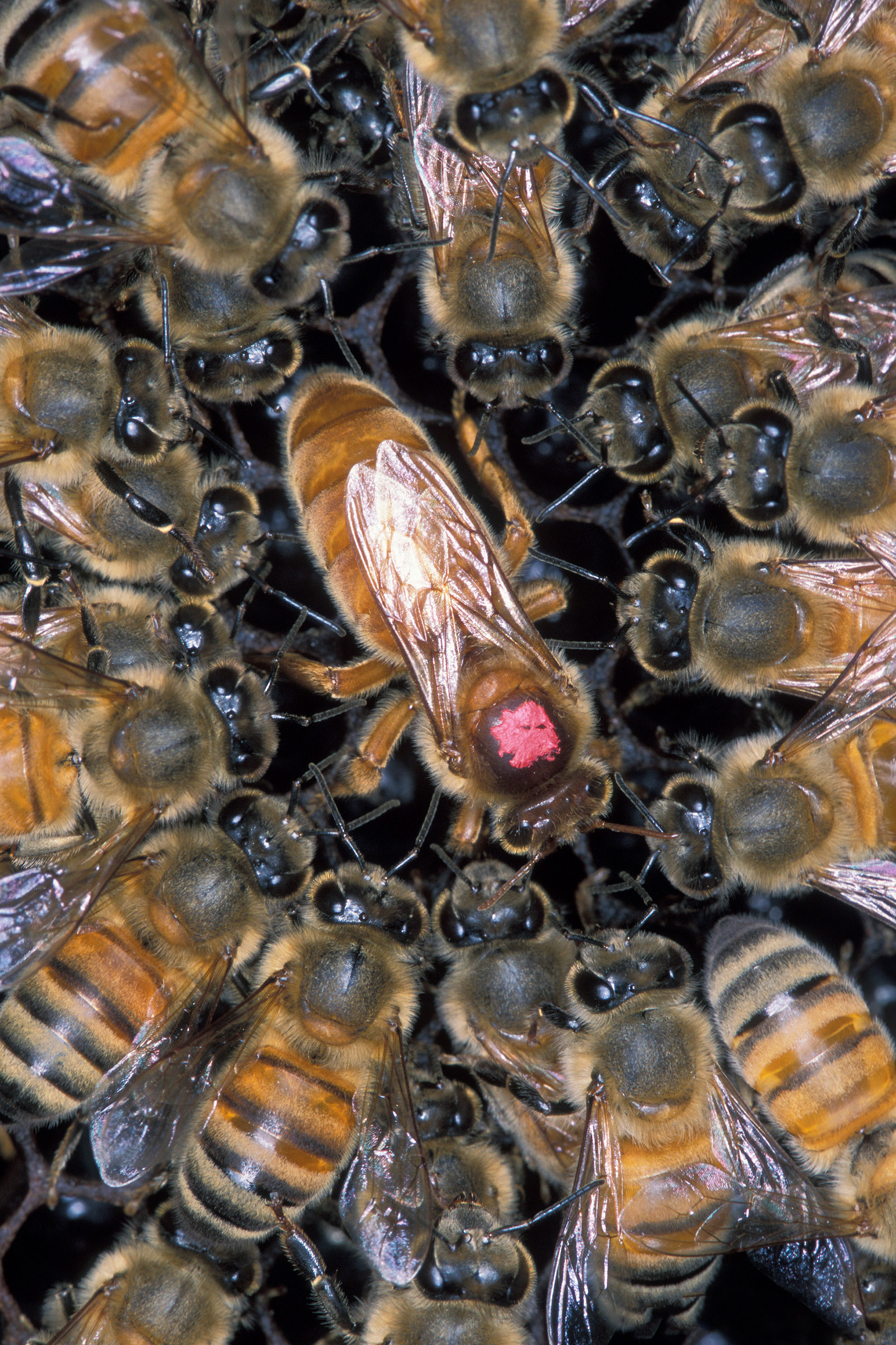

여왕벌(영어: queen bee)은 꿀벌 중에서 생식을 담당하는 암컷 벌을 말한다. 원칙적으로 벌집 한 무리에서 단 한 마리 밖에 존재하지 않는 이 여왕벌은 알을 낳을 수 있는 유일한 암컷 개체이다. 일벌 계급 역시 암컷인데, 이들은 알을 낳지 못한다.
여왕벌은 봄의 활동기에는 하루에 2,000 ~ 3,000개를 산란하므로, 1년이면 보통 20만 개가 된다. 여왕벌 몸 안의 여왕물질(queen substance)의 발산에 의해 일벌은 여왕벌이 있는지 없는지를 알며 이와 관련하여 일벌의 산란기능이 억제된다. 5 ~ 6월 무렵 다음 세대의 여왕벌이 새롭게 길러지는 왕대(王臺)가 만들어지기 시작하면 여왕벌의 몸은 급격히 줄어들어 가벼워진다.
여왕벌은 큰턱샘에서  소위 '여왕벌 물질'이라는 페로몬을 생산하고, 이것이 영양 교환을 통해 벌통의 모든 벌들 사이에 퍼져, 일벌의 난소가 발달되지 못하도록 막는다.

## 같이 보기
- 여왕개미